# مارک راوالومانانا
مارک راوالومانانا (انگلیسی: Marc Ravalomanana؛ زادهٔ ۱۲ دسامبر ۱۹۴۹) یک سیاست‌مدار اهل ماداگاسکار است.